# Филипос Франкоянис
Филипос Франкоянис (на гръцки: Φίλιππος Φραγκογιάννης) е гръцки дизайнер и художник на плакати от Атина. Той е известен със своето изследване на семиотиката, езика и символите в работата си, която се фокусира върху типографията.

## Биография
Филипос Франкоянис е роден на 11 януари 1993 г. в Маруси, Атина, Гърция. Учи графичен дизайн и визуална комуникация във Вакало колеж.
Неговият интерес към творчеството започва с участието му в графити, фотография, писане и общуването. Той е приел няколко елемента от международния типографски стил. През 2022 г. той публикува шрифта Vercetti Regular.
Някои от творбите на Франкоянис са спечелили награди в международни конкурси за графичен дизайн, а той е участвал и в групови изложби на плакати в различни страни. Освен това, той е участвал като член на журито в конкурси за уеб дизайн и дизайн.